# Горица (Пуцонци)
Горица (словен. Gorica, мађ. Halmosfő) је насељено место у општини Пуцонци, Помурска регија, Словенија.

## Историја
До територијалне реорганизације у Словенији била је у саставу старе општине Мурска Собота.

## Становништво
У попису становништва из 2011. године, Горица је имала 295 становника.
| Број становника према пописима | Број становника према пописима | Број становника према пописима |
| ------------------------------ | ------------------------------ | ------------------------------ |
| 1991                           | 2002                           | 2011                           |
| 297                            | 326                            | 295                            |

## Галерија
- сеоска кућа
- Горица Ланг
- сеоски детаљ
- разгледница